# Marina di Palmi
La Marina di Palmi (comunemente chiamata Marinella), è una borgo marinaro di Palmi formato da poche case e da una piccola spiaggia antistante una baia racchiusa tra alti speroni di roccia. La bellezza della baia ha contribuito, nel 2014, all'assegnazione da parte di Legambiente di 3 vele blu al comune di Palmi, ponendo la città al terzo posto in tutta la Calabria.

## Geografia fisica

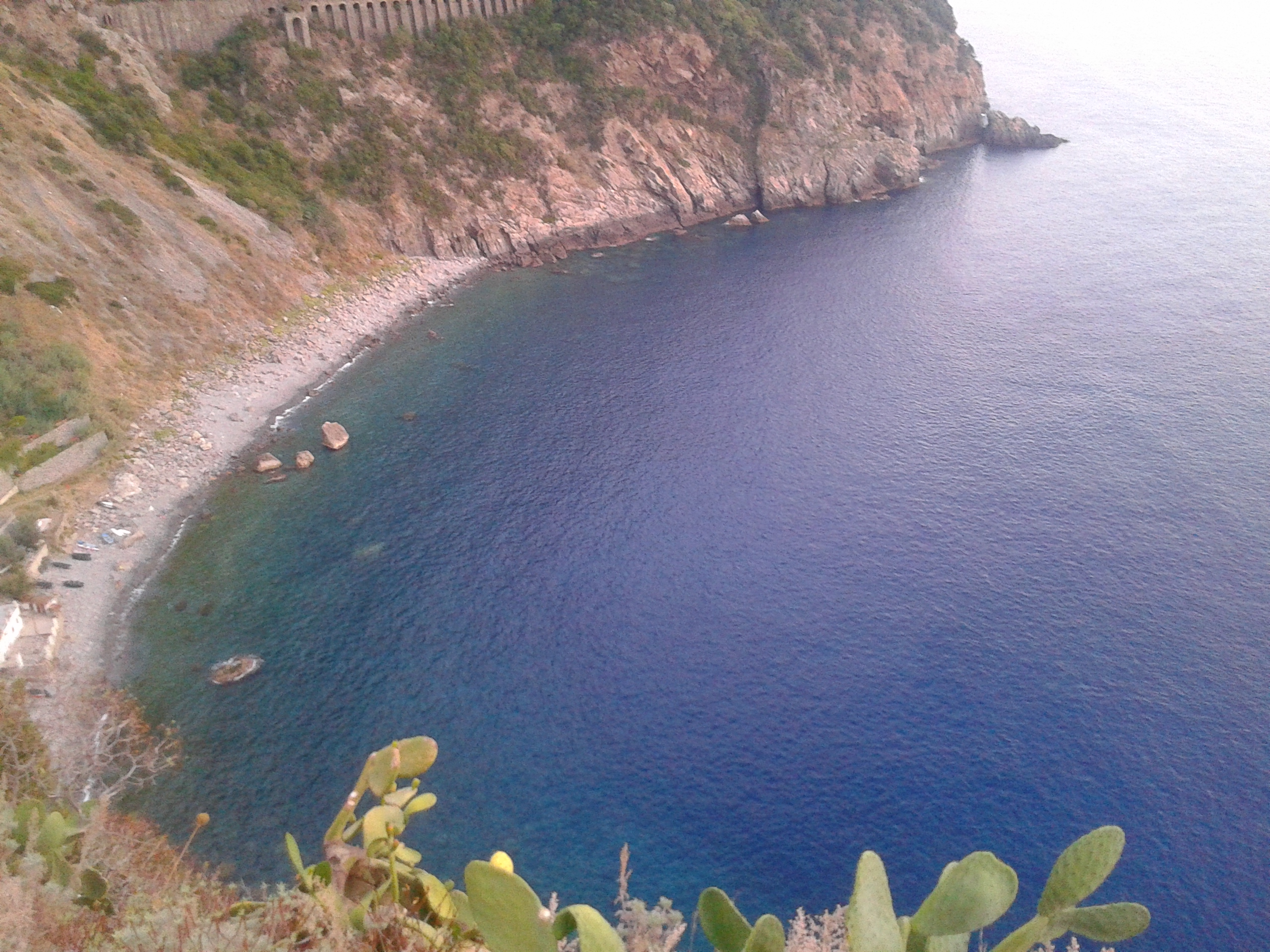
La baia della Marina di Palmi

La Marina di Palmi è situata su un breve tratto pianeggiante di costa che si affaccia sul mar Tirreno, a ridosso delle pendici del monte Sant'Elia e del pianoro di Palmi. Il territorio fa parte del litorale chiamato Costa Viola. La località è formata per lo più da una piccola battigia antistante l'omonima baia della Marinella, dalla quale sorgono, a pochi decine di metri, alcuni edifici ed i tornanti dell'unica strada (immersa tra gli olivi) che collega il rione con il sovrastante pianoro nel quale è ubicato il centro storico di Palmi.
La spiaggia, racchiusa dalle alte rocce del bastione montuoso del Sant'Elia e della punta Motta, è formata da ghiaia bianca.
Vicino alla Marina di Palmi si trovano alcune grotte marine e costiere, e degli scogli. Tra le prime vi sono la grotta delle Sirene, la grotta dell'Arcudace e la grotta Perciata mentre lo scoglio principale è denominato Pietra Galera. Quest'ultimo segna l'estremità sud della baia della Marinella mentre l'estremità nord è segnata dalla Punta Motta.
Il territorio della Marina di Palmi rientra, nella sua totalità, nell'elenco delle Zone di Protezione Speciale e dei Siti di Interesse Comunitario della Regione Calabria.

## Storia

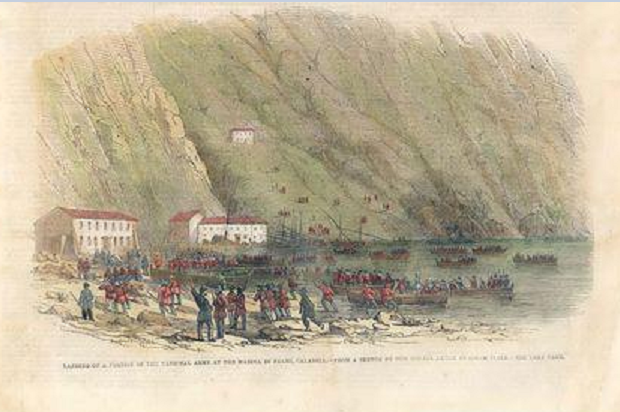
Dipinto che raffigura lo sbarco dei Mille a Palmi, il 22 agosto 1860

Agli inizi del XVI secolo la città di Palmi, servendosi anche della propria marina, attirò a sé tutti i traffici che si esercitavano lungo la riviera meridionale calabrese.
In quei secoli la Marina fu anche il luogo in cui sbarcavano, per saccheggiare e devastare il centro abitato di Palmi, le varie scorrerie di pirati che attraversavano il Mar Tirreno.
Nel 1735 dalla Marina di Palmi partì il re Carlo III di Spagna, alla volta di Palermo, per la sua incoronazione quale re di Napoli e Sicilia.
Il 22 agosto 1860 la Marina di Palmi vide invece lo storico sbarco della spedizione dei Mille nella lotta di Risorgimento.

## Monumenti e luoghi d'interesse

### Teatro all'aperto

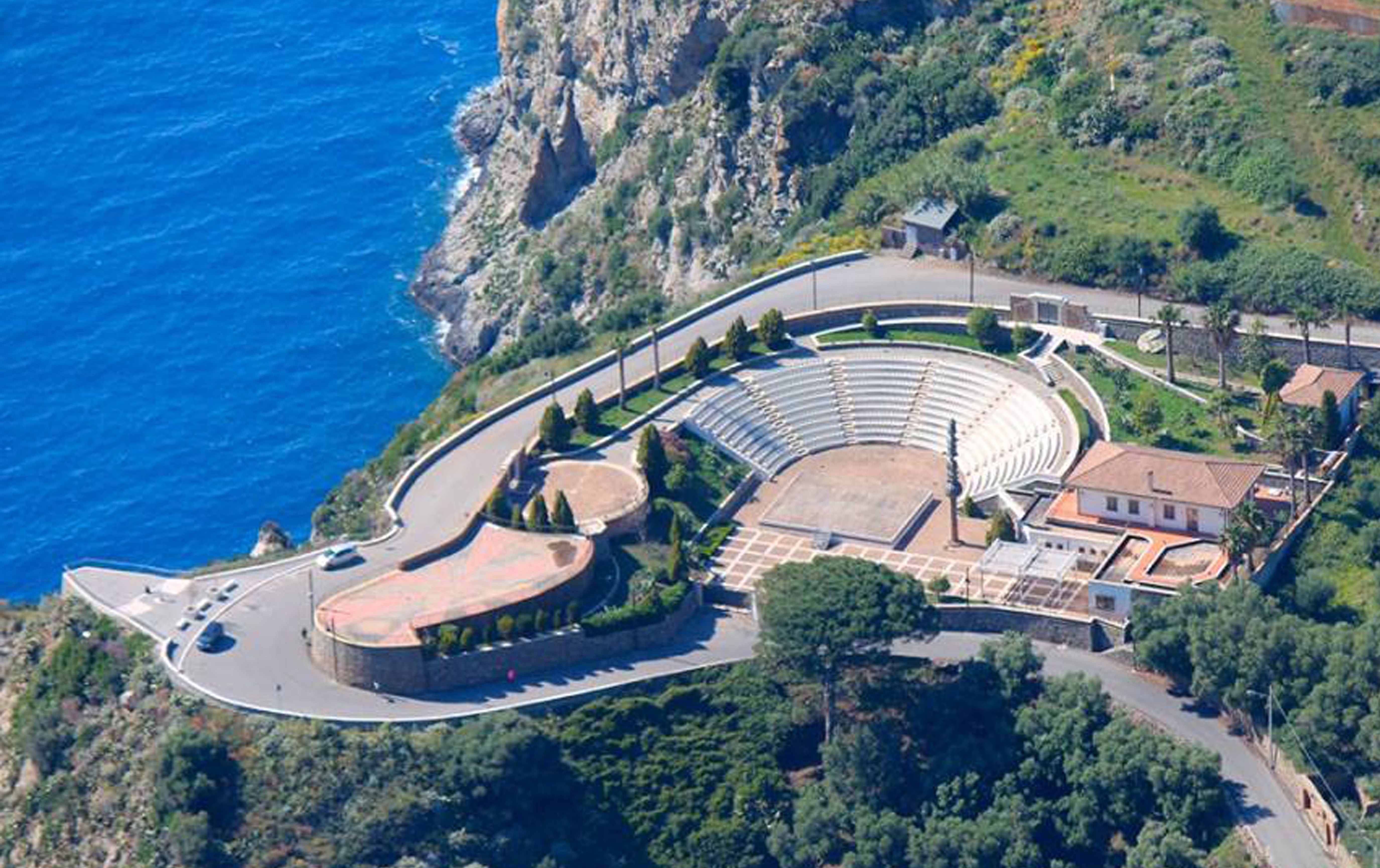
Il teatro all'aperto di località Motta.

Il Teatro all'aperto di località Motta è una costruzione moderna, ad imitazione degli antichi teatri greci, localizzata nei pressi della Marina di Palmi. 
Adagiato lungo un costone del Monte Sant'Elia che dal centro storico degrada verso la Marina di Palmi, il teatro è ubicato in una posizione naturale, da cui è possibile ammirare lo Stretto di Messina, le Isole Eolie, Bagnara Calabra e Scilla. Il progetto architettonico fu redatto dagli architetti Rosaria Zoccali e Domenico Abbia, mentre quello strutturale fu firmato dall'ingegnere Bruno Cassone. L'idea di realizzare un teatro fu opera dell'amministrazione comunale guidata dall'onorevole Armando Veneto, nonché dell'Accademia d'Arte Drammatica della Calabria, avente sede a Palmi.
La struttura, inaugurata nel 2000 ed avente una capienza di 1000 posti a sedere, ospita regolarmente eventi culturali ed eventi televisivi, come il "Premio Europa" su Rai International o "La Notte dei Sospiri" andato in onda su Raiuno. Il teatro è stato inserito dalla Regione Calabria nei tredici siti archeologici che ospitarono il "Magna Grecia teatro Festival".

### Edicola della Madonna del Carmine
In contrada Acqualive, presso il luogo dove avvenne l'uccisione dei pirati saraceni, vi è una piccola edicola con una nicchia, nella quale è dipinta una immagine della Madonna del Carmine con le anime del purgatorio. Questa edicola viene chiamata dalla gente del luogo come «croce dei morti», in memoria dell'eccidio dei turchi e di alcuni abitanti di Palmi. Infatti la «pietra del drago» era collocata a circa duecento metri a sud dell'edicola suddetta.

### Belvedere Motta
Risalendo i tornanti della strada che collega la Marina di Palmi al centro storico cittadino, di fronte al teatro è collocato il Belvedere Motta. Dall'affaccio è possibile ammirare, oltre alla sottostante baia della Marinella ed al soprastante monte Sant'Elia, tutta la costa Viola nella sua interezza, da Punta Pezzo di Palmi fino allo Stretto di Messina, con la Sicilia e le Isole Eolie sullo sfondo. Particolarmente visibili sono i centri abitati di Bagnara Calabra e di Scilla.

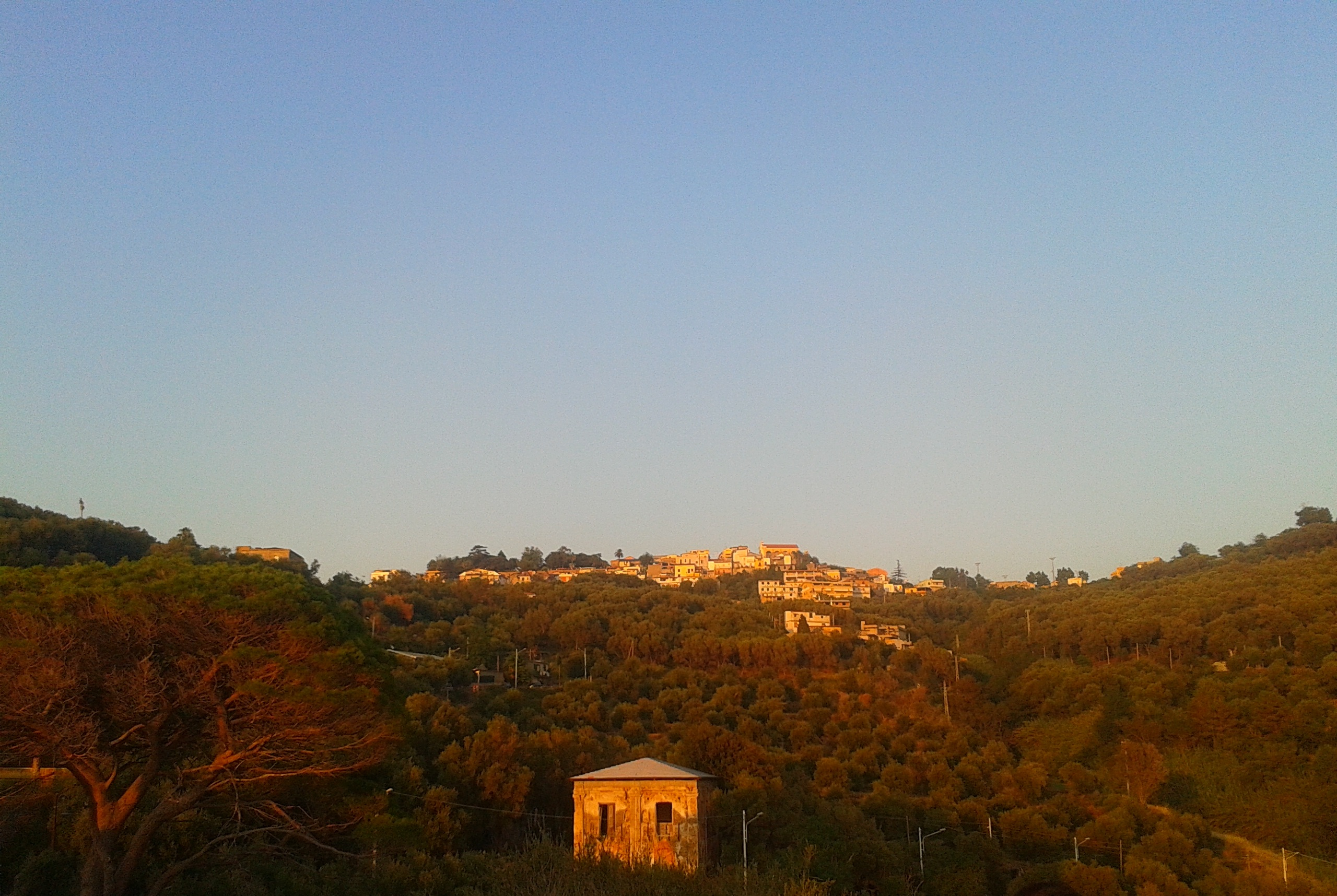
Gli oliveti nei quali è immersa la "Via del sale".

### La "Via del sale"
Dalla Marina di Palmi è possibile percorrere un antico sentiero storico e naturalistico chiamato "la Via del sale", che conduceva dalla spiaggia fino a Seminara, passando attraverso il borgo di Palmi. Il percorso, che nei secoli passati veniva effettuato per trasportare in città le merci scaricate, a dorso di mulo, deve il suo nome appunto al sale poiché questo era il prodotto maggiormente richiesto ed utilizzato ai tempi del duca Carlo Spinelli, feudatario di Palmi e Seminara. Il sentiero è immerso tra gli olivi e consente di poter attraversare la "valle degli opifici", dove vi sono i resti di antichi edifici dei secoli passati. Tra questi vi è un opificio del 1599, che è il più antico della Calabria. Inoltre, in alcune zone, il percorso è arricchito da una serie di punti panoramici.